# Heinrich Hartung III.

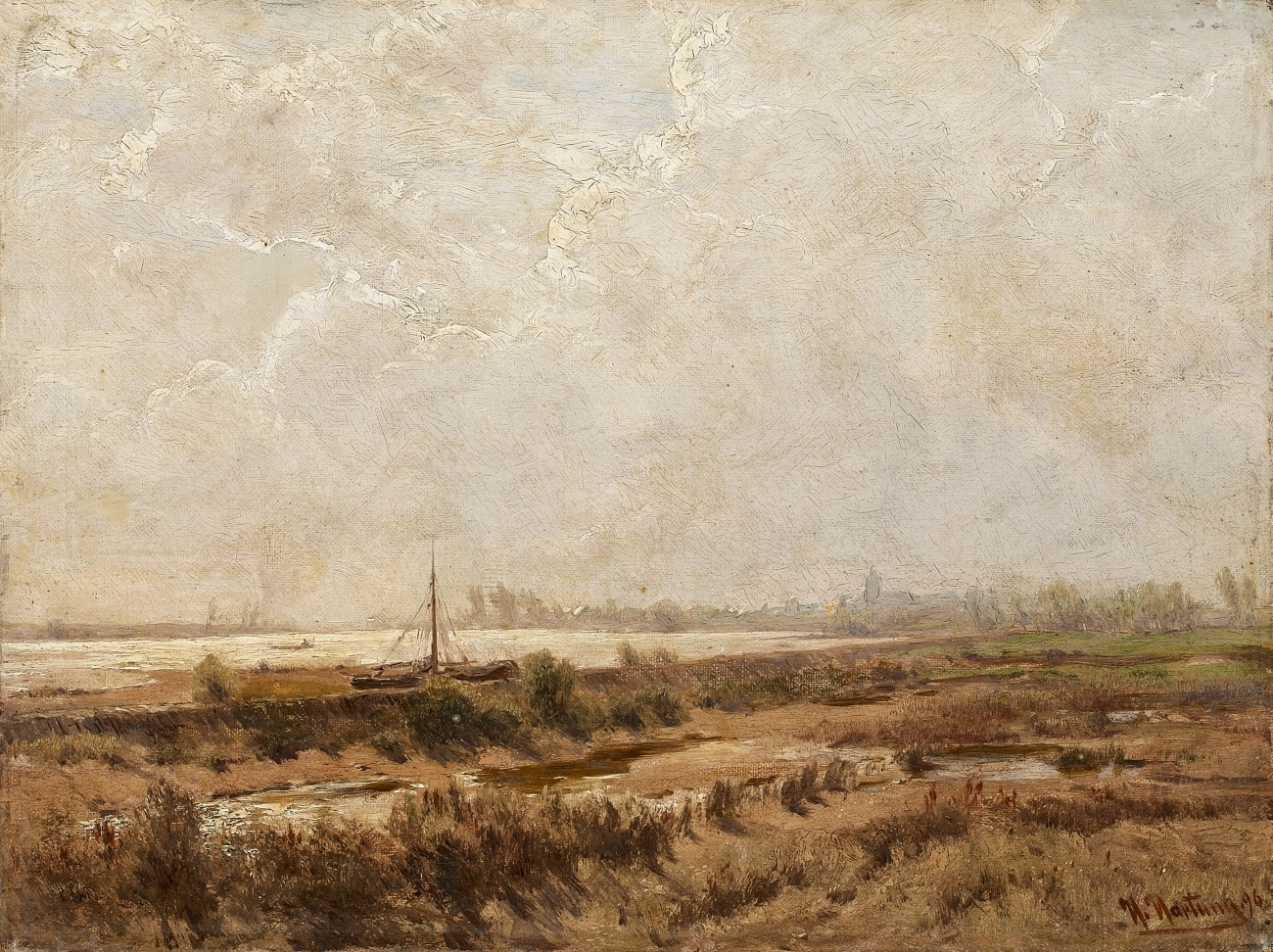
Der Rhein bei Neuss, 1896

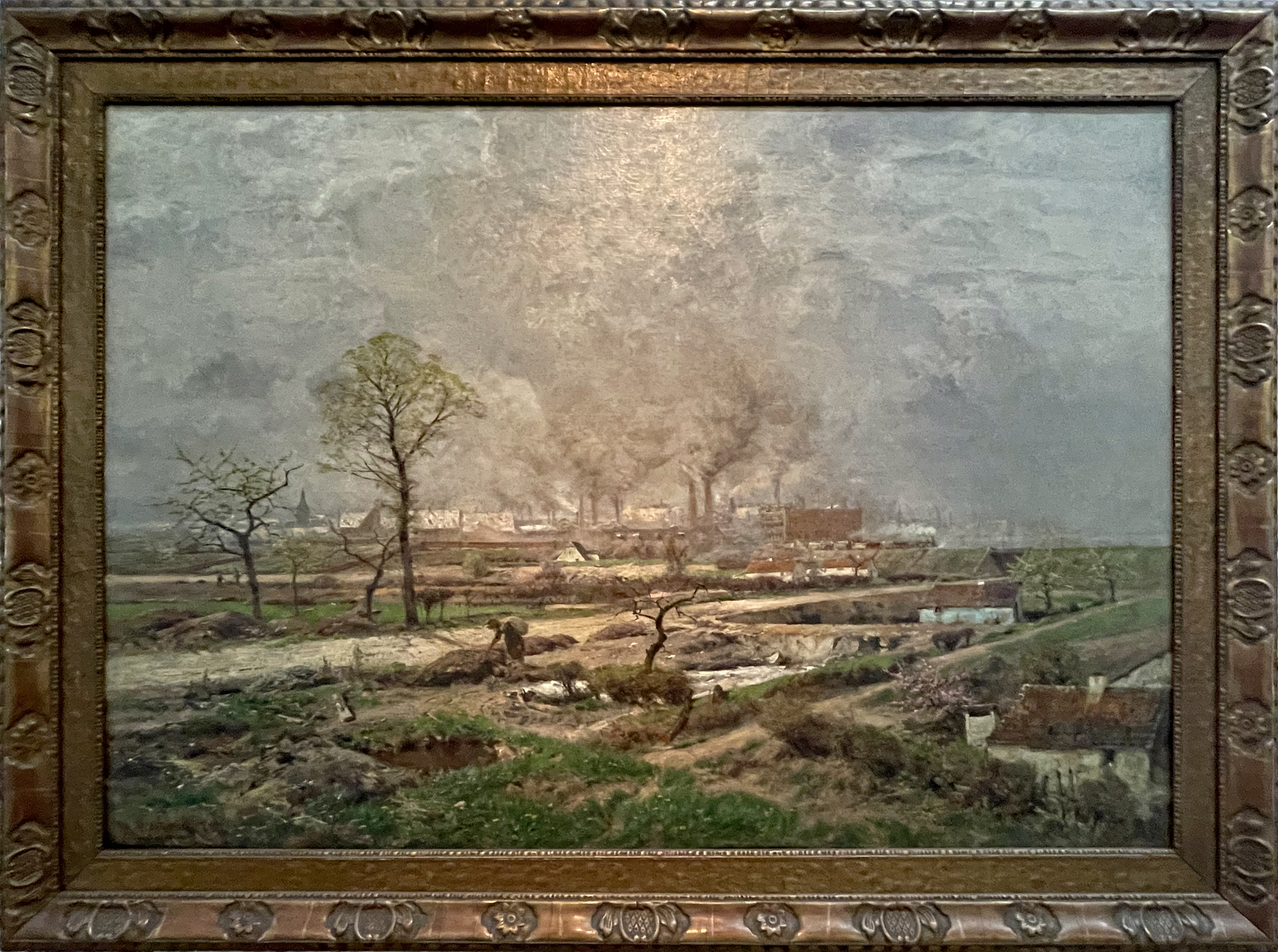
Sicht vom 1891 angelegten Volksgarten auf das Industriegebiet von Düsseldorf-Oberbilk. Im Vordergrund die Köln-Mindener Eisenbahnstrecke, 1897

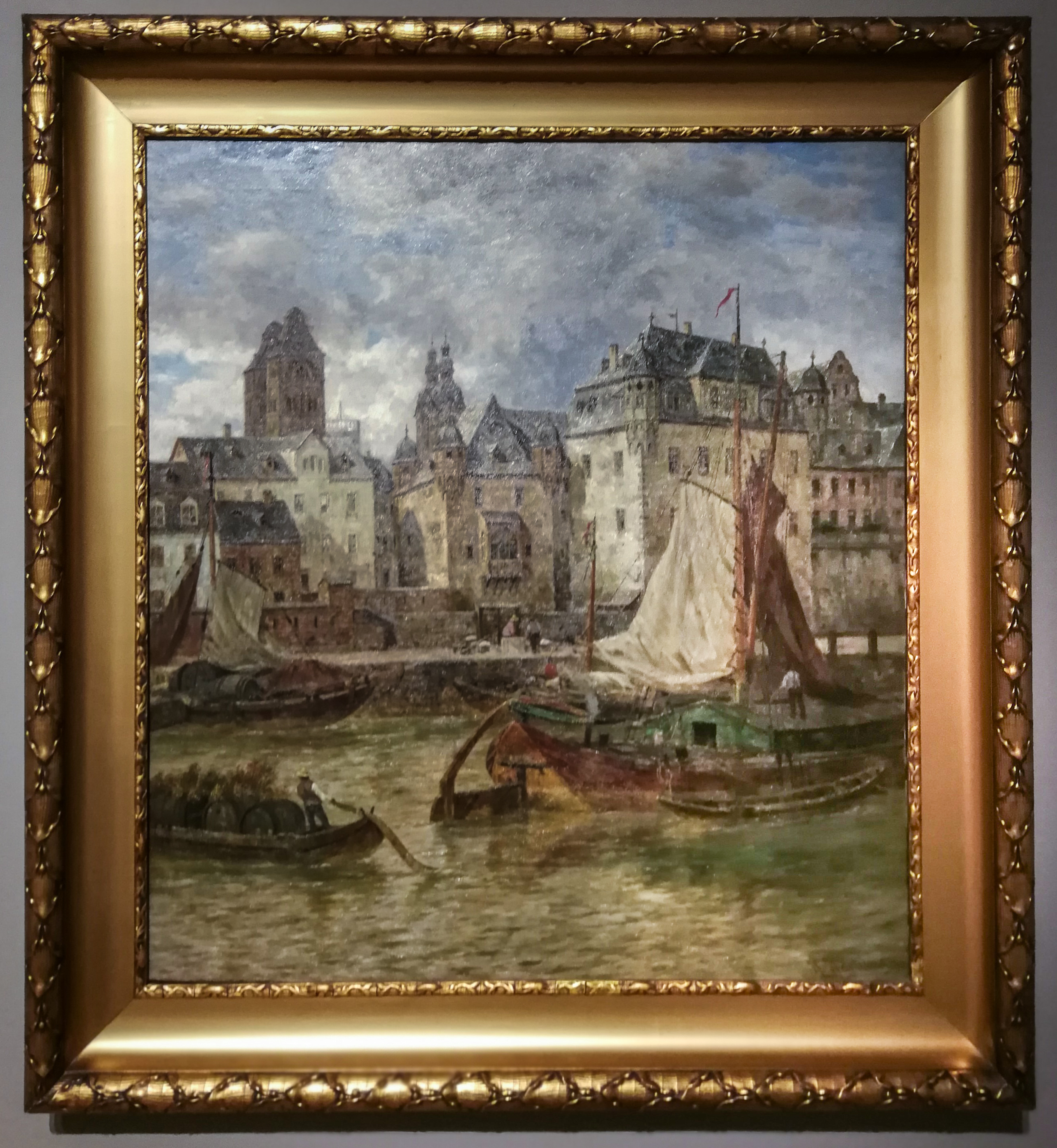
Schöffenhaus und Altes Kaufhaus in Koblenz (von der Mosel her gesehen), 1916

Heinrich Hartung III. (* 29. Juni 1851 in Koblenz; † 12. Februar 1919 ebenda) war ein rheinischer Landschaftsmaler der Koblenzer Malerdynastie Hartung.

## Leben
Malerisches Talent hatte Hartung von seinem Vater Heinrich Hartung II. geerbt. Er gab es seinen Kindern weiter, dem Maler Heinrich Hartung IV. und der Malerin Aenni Hartung. Nach Anleitungen durch seinen Vater setzte er seine Ausbildung in den Jahren 1875 und 1876 in Italien fort, vor allem in Rom, wo er 1876 im Deutschen Künstlerverein verkehrte, und in Neapel. Aus Italien zurückgekehrt, sah er sich malerisch in München und Berlin um. Dann ließ er sich für mehr als zwei Jahrzehnte in Düsseldorf nieder, wo er dem Künstlerverein Malkasten angehörte. In dieser Periode sind die für Hartung III. charakteristischen Frühlingsbilder, niederrheinische Landschaften und die Bilder zu den Eifelmaaren entstanden. Hartung III. nahm von 1889 bis 1891 an internationalen Ausstellungen in Berlin, Melbourne und London teil. Seine Arbeiten wurden mehrfach international ausgezeichnet. Im Jahr 1900 kehrte Hartung nach Koblenz zurück. Hier entstanden dann seine zahlreichen Mittelrhein- und Mosellandschaftsbilder, in denen sich das Thema Sonne und Frühling immer wieder in den Vordergrund schiebt. Künstlerische Arbeiten von Heinrich Hartung III. sind im Kunstmuseum Düsseldorf, im Mittelrhein-Museum Koblenz und im Museum von Wiesbaden zugänglich.